# Unités de mesure américaines
 (mars 2021).
Si vous disposez d'ouvrages ou d'articles de référence ou si vous connaissez des sites web de qualité traitant du thème abordé ici, merci de compléter l'article en donnant les références utiles à sa vérifiabilité et en les liant à la section « Notes et références ».

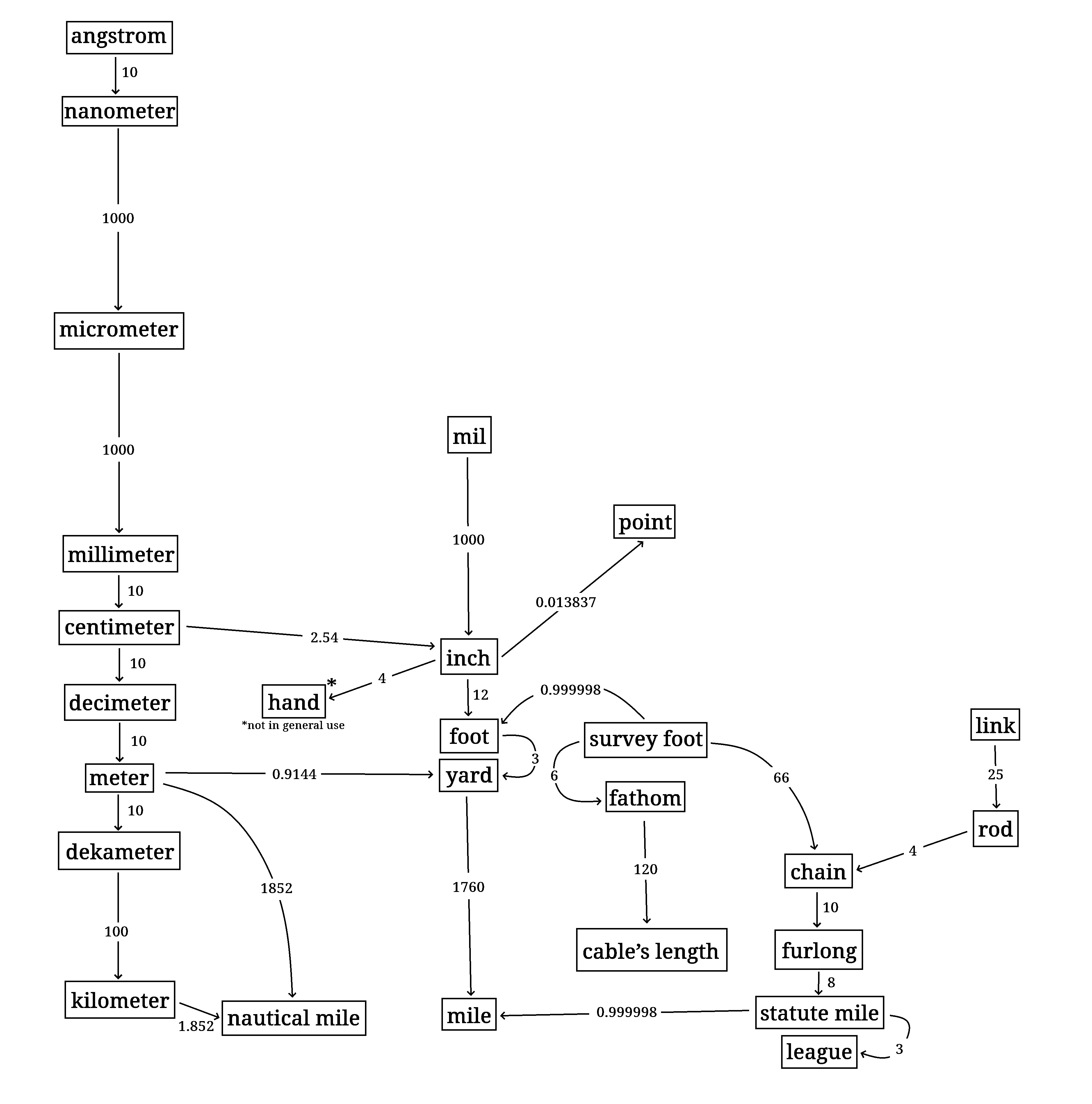
Représentation des relations entre les systèmes de mesure de distance des unités métriques et américaines.

Les unités de mesure américaines  (en anglais : United States customary units, voire American system) sont le système d'unités impériales utilisé aux États-Unis.

## Description
Les unités américaines ont des racines communes avec les unités impériales, qui ont été utilisées dans l'Empire britannique. De nombreuses unités des États-Unis sont pratiquement identiques à leurs homologues impériales, mais le United States customary units a été élaboré à partir des unités anglaises en usage avant le système impérial qui a été normalisé en 1824. Ainsi, il y a plusieurs différences numériques avec le système impérial.
La grande majorité des unités américaines ont été définies à partir du mètre et du kilogramme depuis l'ordonnance de Mendenhall 1893 (et, dans la pratique, depuis de nombreuses années avant cette date). Ces définitions ont été affinées en 1959.
Les États-Unis sont le seul pays industrialisé à ne pas utiliser principalement le système métrique dans ses activités commerciales, bien que le Système international d'unités (SI, souvent dénommé « métrique ») soit couramment utilisé dans les forces armées des États-Unis et dans les domaines relatifs à la science, et de plus en plus en médecine, dans l'aviation, par le gouvernement, ainsi que dans divers secteurs de l'industrie.

## Histoire
Le système américain d'unités est semblable au système impérial britannique. Les deux systèmes dérivent de l'évolution des unités locales au cours des siècles, à la suite d'efforts de normalisation au Royaume-Uni. Les unités locales remontent elles-mêmes la plupart du temps à l'empire romain et aux unités impériales. Aujourd'hui, ces unités sont définies à partir du système international (SI).
Dans l'Omnibus Trade and Competitiveness Act de 1988, le gouvernement des États-Unis a désigné le système métrique comme « the preferred system of weights and measures for U.S. trade and commerce » (« le système privilégié des poids et mesures pour le commerce et les affaires des États-Unis »).
La loi dispose que le gouvernement fédéral a la responsabilité d'aider l'industrie, en particulier les petites entreprises, quand l'utilisation du système métrique est volontaire. Ce processus de conversion est connu sous le nom de métrification. Aux États-Unis il est particulièrement présent dans les exigences d'étiquetage sur les produits alimentaires, où les unités SI sont presque toujours utilisées aux côtés des unités américaines.

## Unités de longueur
| Unités                                          | Divisions            | SI équivalent |
| ----------------------------------------------- | -------------------- | ------------- |
| Les facteurs de conversion exacts sont en gras. |                      |               |
| International                                   |                      |               |
| 1 inch (in ou ″)                                |                      | 2,54 cm       |
| 1 foot (ft ou ′)                                | 12 in                | 0,304 8 m     |
| 1 yard (yd)                                     | 3 ft                 | 0,914 4 m     |
| 1 mile (mi)                                     | 5 280 ft             | 1,609 344 km  |
| Survey                                          |                      |               |
| 1 link (en) (li)                                | 33⁄50 ft ou 7,92 in  | 0,201 168 4 m |
| 1 (survey) foot (ft)                            | 1200⁄3937 m          | 0,304 800 6 m |
| 1 rod (rd)                                      | 25 li ou 16,5 ft     | 5,029 210 m   |
| 1 chain (ch)                                    | 4 rd                 | 20,116 84 m   |
| 1 furlong (fur)                                 | 10 ch                | 201,168 4 m   |
| 1 survey (or statute) mile (mi)                 | 8 fur                | 1,609 347 km  |
| 1 league (lea)                                  | 3 mi                 | 4,828 042 km  |
| Nautical                                        |                      |               |
| 1 fathom (ftm)                                  | 2 yd                 | 1,828 8 m     |
| 1 cable (cb)                                    | 120 ftm ou 1,091 fur | 219,456 m     |
| 1 nautical mile (NM or nmi)                     | 8,439 cb ou 1,151 mi | 1,852 km      |

Le système de mesure de longueur est basé sur le pouce, le pied, le yard et le mile. Ils sont les quatre seules unités de mesure de longueur en usage dans l'utilisation quotidienne. Depuis le 1er juillet 1959, ils ont été définis sur la base de 1 yard = 0,914 4 mètre, sauf pour certaines applications en arpentage. Cette définition a été convenue avec le Royaume-Uni et d'autres pays du Commonwealth.
Lorsque le système international a été introduit dans les pays anglophones, le système géodésique utilisé en Amérique du Nord était le North American Datum (en) de 1927 (NAD27) ayant été construit par triangulation basée sur la définition du pied dans le Mendenhall Order de 1893 (1 pied = 1 200/3 937 mètres).
Cette définition a été retenue pour les données provenant de NAD27, mais rebaptisée le U.S. survey foot pour le distinguer du pied international.
Pour la plupart des applications, la différence entre les deux définitions est négligeable - un pied international est exactement 0,999998 d'un pied américain, pour une différence d'environ 1/8 de pouce (3 mm) par mile - mais elle affecte la définition des systèmes State Plane Coordinate System (en) (SPCS), qui peuvent s'étirer sur des centaines de miles.

## Unités de surface
| Unit                                            | Divisions                          | SI Equivalent   |
| ----------------------------------------------- | ---------------------------------- | --------------- |
| Les facteurs de conversion exacts sont en gras. |                                    |                 |
| 1 square survey foot (sq ft ou ft2)             | 144 square inches                  | 0,092 903 41 m2 |
| 1 square chain (sq ch) ou (ch2)                 | 4 356 feet2 (survey) ou 16 sq rods | 404,687 3 m2    |
| 1 acre                                          | 43 560 sq ft (survey) ou 10 sq ch  | 4 046,873 m2    |
| 1 section                                       | 640 acres ou 1 sq mi (survey)      | 2,589 998 km2   |
| 1 survey township (en) (twp)                    | 36 sections ou 4 sq leagues        | 93,239 93 km2   |

L'unité de surface la plus utilisée avec un nom étranger à toute unité de longueur est l'acre.
Le National Institute of Standards and Technology (« institut national des normes et de la technologie ») soutient que des unités de surface coutumières sont définies en fonction du square survey foot, pas du pied carré international.
Les facteurs de conversion sont basés sur Astin (27 juillet 1968) [10] et le National Institute of Standards and Technology (2008).

## Unités de volume
| Les unités les plus communes sont affichées en italique Les conversions exactes sont indiquées en gras |                                               |                    |
| Unité                                                                                                  | Divisions                                     | Équivalent SI      |
| 1 minim (min)                                                                                          | ~1 drop (1 goutte) or 0.95 grain of water     | 61,611519921875 μL |
| 1 US fluid dram (fl dr)                                                                                | 60 min                                        | 3,6966911953125 mL |
| 1 teaspoon (tsp)                                                                                       | 80 min                                        | 4,92892159375 mL   |
| 1 tablespoon (Tbsp)                                                                                    | 3 tsp or 4 fl dr                              | 14,78676478125 mL  |
| 1 US fluid ounce (fl oz)                                                                               | 2 Tbsp or 1.0408 oz av of water               | 29,5735295625 mL   |
| 1 US shot (jig)                                                                                        | 3 Tbsp                                        | 44,36029434375 mL  |
| 1 US gill (gi)                                                                                         | 4 fl oz                                       | 118,29411825 mL    |
| 1 US cup (cp)                                                                                          | 2 gi or 8 fl oz                               | 236,5882365 mL     |
| 1 (liquid) US pint (pt)                                                                                | 2 cp or 16.65 oz av of water                  | 473,176473 mL      |
| 1 (liquid) US quart (qt)                                                                               | 2 pt                                          | 0,946352946 L      |
| 1 (liquid) US gallon (gal)                                                                             | 4 qt or 231 cu in                             | 3,785411784 L      |
| 1 (liquid) barrel (bbl)                                                                                | 31.5 gal or 1⁄2 hogshead                      | 119,240471196 L    |
| 1 oil barrel (bbl)                                                                                     | 42 gal or 2⁄3 hogshead                        | 158,987294928 L    |
| 1 hogshead                                                                                             | 63 gal or 8.421875 cu ft or 524.7 lb of water | 238,480942392 L    |

## Unités de masse
L'unité de masse couramment utilisée est la livre (pound, en abrégé lbs), égale à 0,453 592 37 kg. La livre est divisée en seize onces (ounce, oz), avec une once équivalent à environ 0,028 35 kg.
Il existe aussi deux unités plus grandes : les tonnes. La tonne longue (long ton) vaut 2 240 livres, soit environ 1 016 kg, et la tonne courte (short ton) vaut 2 000 livres, soit environ 907,2 kg.

## Unités de températures
L'unité de température officielle aux États-Unis est le Farenheit.
Pour convertir le Farenheit en degré  Celsius il faut réaliser l'opération suivante:
Conversion Celsius-Farenheit {\displaystyle F={\frac {9}{5}}\times C+32} et inversement {\displaystyle C={\frac {5}{9}}\times (F-32)}.